# 30 octobre 1900
Le mardi 30 octobre 1900 est le 303e jour de l'année 1900.

## Naissances
- Umberto Terenzi (mort le 3 janvier 1974), prêtre italien
- Henri Garnier (mort le 30 juin 1984), militant de la Résistance française, Compagnon de la Libération
- Rodolfo Halffter (mort le 14 octobre 1987), compositeur espagnol
- Ragnar Granit (mort le 12 mars 1991), médecin et physiologiste finnois
- Xia Yan (mort le 6 février 1995), dramaturge, scénariste, journaliste chinois
- Jan Goossenaerts (mort le 21 mars 2012), supercentenaire belge
- Goldie Steinberg (morte le 16 août 2015), supercentenaire américano-moldave d'origine juive

## Décès
- Charles-Antoine Gidel (né le 5 mars 1827), historien de la littérature

## Autres événements
- Début de la construction de la ligne de Chemin de fer Vevey–Chexbres